# UC Browser

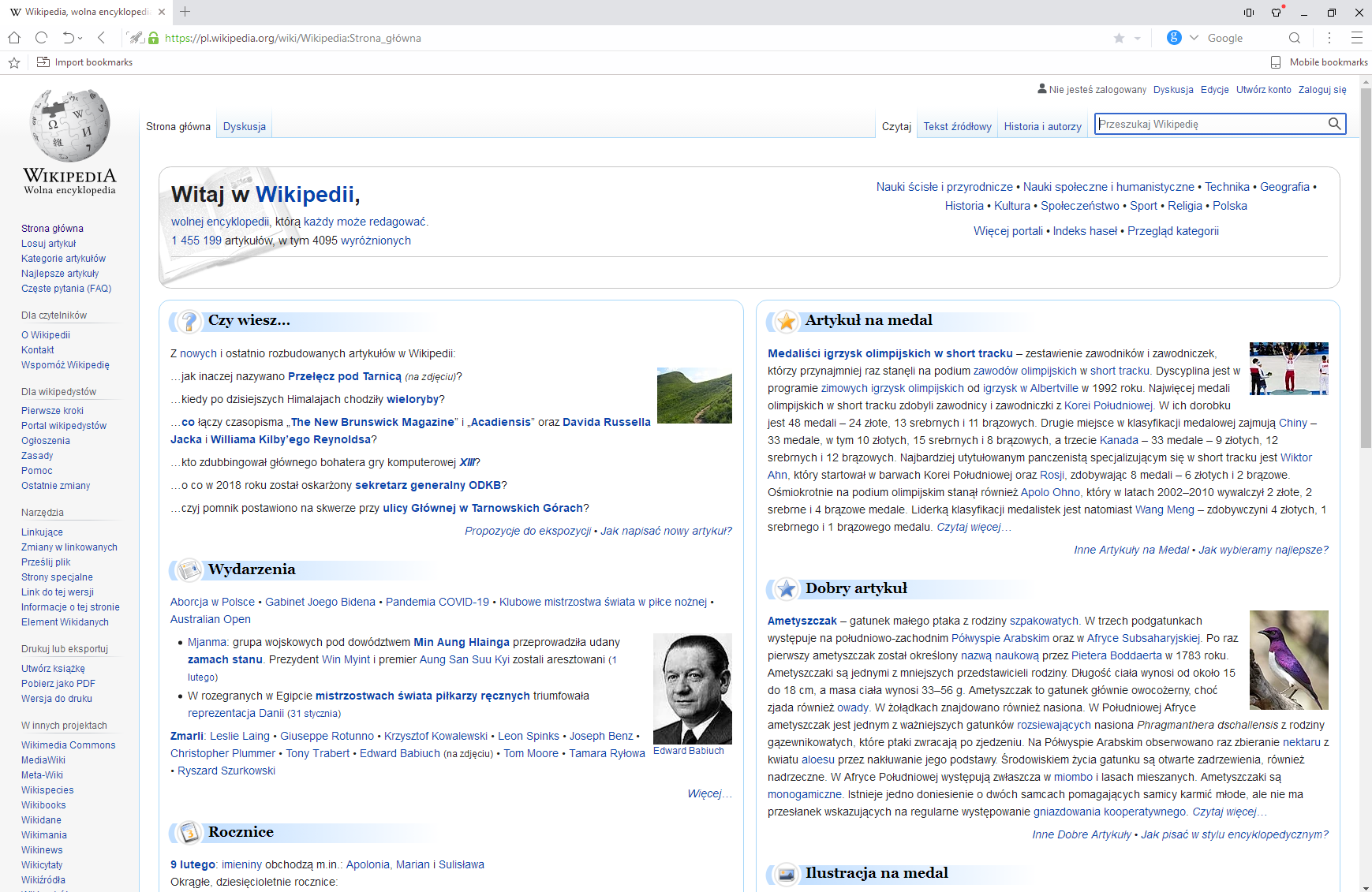
Imagem ilustrativa

UC Browser é um navegador para dispositivos móveis desenvolvido pela UCWeb (anteriormente conhecida como UC Mobile). Originalmente lançado em abril de 2004, como um navegador para a plataforma Java (aplicativo), o UC Browser atualmente está disponível para as plataformas Android e Windows Phone. Em 2010, o UC Browser introduziu seu primeiro aplicativo para iOS na App Store. Com uma grande base de usuários na China e Índia, assim como com um crescimento contínuo em mercados emergentes, como no Brasil, o UC Browser atingiu a marca de 500 milhões de usuários em março de 2014.

## Características
O navegador utiliza nuvem e tecnologia de compressão de dados. Os servidores do UC Browser atuam como um proxy que comprime os dados das páginas antes de as mesmas serem enviadas aos usuários.  Esse processo ajuda a carregar o conteúdo rapidamente. O navegador se adapta a diferentes ambientes de rede e suporta o download simultâneo de arquivos. Além disso, o UC Browser suporta aplicativos Web em HTML5 e sincroniza diversos dados e configurações com a nuvem. O UC Browser está disponível em diversos smartphones e suporta quase todas as plataformas, entretanto sua maior base de usuários utiliza o sistema operacional Android, cuja adesão é de 300 milhões de usuários, do total de 500 milhões de Google's celular OS.

## Plataformas
A UCWeb afirma que o UC Browser está disponível para mais de 3 mil modelos de telefones celulares oriundos de mais de 200 marcas diferentes e é compatível com todos os sistemas operacionais mais populares, incluindo:  Android, iOS, Windows Phone 8, Blackberry e Symbian.

### Android
A plataforma Android representa a maior base de usuários para o navegador, com trezentos milhões de usuários de seus 500 milhões. Existem três versões do UC Browser disponíveis no Google Play, incluindo UC Browser Mini para Android, UC Browser para Android, e UC Browser HD para Android.

### Windows Phone
Em dezembro de 2013, o número de apps na Windows Phone Store atingiu a marca de 200 000, entretanto dentre eles existiam poucos navegadores. O UC Browser foi lançado para o Windows Phone no início de 2012, e atualmente é o Browser mais baixado para o sistema. As características mais populares incluem o gerenciador de download, modo anônimo e o compartilhamento de Rede Wi-Fi.

## Recepção

### Premios
- The 2011 Readers' Choice Awards Winners: Best Mobile (Non-iPad or iPhone) Browser[15] pelo About.com
- The 2012 Readers' Choice Awards Winners: Best Android Browser[16] pelo About.com
- Frost & Sullivan Best Practice Award 2013 concedido a UCWeb, a criadora do UC Browser.[17]
- The 2014 Readers' Choice Awards Winners: Best Windows Phone Browser[18] pelo About.com

### Mercado
A UC Web afirma ter atingido a marca de 500 milhões  de usuários em março  de 2014, fato que deriva da sua grande base de usuários na China (34.83% em Julho de 2013, de acordo com o StatCounter ) e o rápido crescimento no mercado indiano. Em outubro de 2012, o UC Browser pela primeira vez ultrapassou o Opera na categoria “Aplicativos Gratuitos” no Google Play indiano. De acordo com o StatCounter, o UC Browser ultrapassou o Opera na India atingindo a marca de 32.82%, enquanto o Opera apresentava 26,91%.
O Google Zeitgeist 2013 revelou que os “Aplicativos móveis mais buscados” na India eram aplicativos de mensagens instantaneas e navegadores web, sendo o WhatsApp e UC Browser estavam no topo do ranking em 2013.